# Пиерфранческо I де Медичи
Пиерфранчèско ди Лорèнцо де Мèдичи, нар. Стари (на италиански: Pierfrancesco di Lorenzo de’ Medici, il Vecchio, Pierfrancesco il Vecchio; * 1415 или 1430, Флоренция, Флорентинска република; † 19 юли 1476, Флоренция, Флорентинска република) е банкер и политик от Пополано – кадетски клон на фамилията Медичи.

## Произход
Той е син на Лоренцо ди Джовани де Медичи Стари (1395 – 1440), банкер, и на Джиневра дей Кавалканти. Племенник е на Козимо Стари и братовчед на Пиеро Подагрения, които са господари де факто на Флоренция. Негови баба и дядо по бащина линия са Джовани ди Бичи де Медичи, основател на Банката на Медичите, и Пикарда Буери, а по майчина – Джовани ди Америго дей Кавалканти и Костанца Маласпина. Има един брат и една сестра:
- Франческо († пр. 1440), съпруг на Мария Гуалтероти
- Леонора

## Биография
След преждевременната смърт на баща му през септември 1440 г. малкият Пиерфранческо е отгледан и образован от чичо си Козимо Стари до навършването на пълнолетие. Поверено му е наследството, което включва именията в Кафаджоло и Требио в Муджело. Пиерфранческо предпочита да живее в провинцията, особено в имението Требио, където ловът е любимото му занимание. Тук той държи конеферма; отглежда и коне и кучета.
Подобно на баща си той следва преди всичко икономическите интереси на семейството и се занимава с банкиране. През 1455 г., заедно с Козимо Стари, Пиеро Подагрения, Джерозо Пили и Аньоло Тани, Пиерфранческо основава клон на банката на Медичите в Брюге. Той също така участва в политическия живот на Флоренция. През 1458 г., като част от дипломатическата мисия на Флорентинската република, присъства на интронизацията на папа Пий II. През 1459 г. е избран за глава на Приората на изкуствата. През 1460 г. става един от осемте пазачи на Флоренция. През 1465 г. е назначен за началник на монетния двор на Флорентинската република и е изпратен като пратеник в Маркграфство Мантуа.
След смъртта на Козимо Стари през 1464 г. ръководството на семейството и банката е поето от неговия син Пиеро Подагрения. Пиефранческо първоначално остава в неговия кръг, но след това става негов противник, като участва в неуспешния заговор на Лука Пити (1466 г.). Помилван е от братовчед си, завръща се от изгнание и отново заема мястото си в семейния бизнес. През 1469 г., докато е в Рим, Пиерфранческо е помолен да придружи Клариса Орсини, булката на неговия племенник Лоренцо Великолепни, до Флоренция, но Пиерфранческо отказва по неизвестна причина.
Малко преди смъртта си Пиерфранческо нарежда в завещание братята Лоренцо Великолепни и Джулиано де Медичи от старата линия на Медичите да поемат опекунството над двамата му малолетни синове. Умира във Флоренция на 19 юли или 28 март 1476 г. на 46-годишна възраст и децата му са осиновени от Лоренцо Великолепни.

## Брак и потомство
∞ 1451 г. за Лаудомия Ачайоли, дъщеря на флорентинския дипломат и политик Аньоло Ачайоли и на Сарачина Джакомини-Тебалдучи, от която има двама сина:
- Лоренцо де Медичи, нар. Лоренцо ил Пополано (* 4 август 1463, Флоренция; † 20 май 1503, пак там), банкер, дипломат, политически деятел на Флорентинската република; ∞ април 1481 (договор), 19 юли 1482 (брак) за Семирамида Д'Апиано Д'Арагона (* 1464, † 9 март 1523, Флоренция), дъщеря на Якопо III Д'Апиано, княз на Пьомбино, от която има 3 сина и 2 дъщери.
- Джовани де Медичи, нар. Джовани ил Пополано (* 21 октомври 1467, Флоренция; † 14 септември 1498, Сан Пиеро ин Баньо), политически деятел на Флорентинската република; ∞ септември 1497 г. за Катерина Сфорца (* 1463, † 1509), от която има един син – известният кондотиер Джовани дале Банде Нере.

## В изкуството
Известни са няколко изображения на Пиерфранческо Стари. Посмъртен портрет от Франческо Морандини, наречен Попи, рисуван през 1586 г., се съхранява в колекциите на Уфици във Флоренция. Картината от 1496 г. „Поклонението на влъхвите" от Филипино Липи с помощници, която някога е украсявала олтара, също се съхранява там; той изобразява Пиерфранческо Медичи като един от влъхвите.